# Platyrrhinus lineatus
Platyrrhinus lineatus är en fladdermusart som först beskrevs av E. Geoffroy 1810.  Platyrrhinus lineatus ingår i släktet Platyrrhinus och familjen bladnäsor. IUCN kategoriserar arten globalt som livskraftig. Inga underarter finns listade i Catalogue of Life. Wilson & Reeder (2005) skiljer mellan två underarter.
Det svenska trivialnamnet vitstrimmig brednosbladnäsa förekommer för arten.
Arten har tre från varandra skilda populationer. Den första i Anderna från Colombia till Bolivia, den andra i norra Surinam och den tredje från centrala Brasilien till Uruguay och norra Argentina.
Denna fladdermus väger cirka 22 g, har gulbrun till mörkbrun päls på ovansidan och ljusare päls på undersidan. Kännetecknande är en vitaktig strimma på ryggens mitt. Dessutom förekommer fyra vita strimmor i ansiktet, två från näsans sidor till hjässan och två över kinderna till ögonen. Liksom andra bladnäsor har arten ett hudveck på näsan (bladet).
En hane och 7 till 15 honor bildar ett harem. De äter främst frukter som kompletteras med insekter och nektar. Individerna vilar främst i träd eller sällan i grottor.